# Tahríf
Tahríf (tj. pokažení) je arabský termín, který vyjadřuje údajné pokažení původní zvěsti Evangelia. Toto Evangelium (v Koránu vždy v singuláru) podle víry muslimů přinesl či sepsal Ježíš a židé a křesťané je následně pokazili.